# Обыкновенная лесная белозубка
Обыкновенная лесная белозубка (лат. Ruwenzorisorex suncoides) — вид землероек из семейства Crocidurinae, обитающий в Центральной Африке. Начиная с 1986 года этот вид выделяют в монотипический род Ruwenzorisorex.
По сравнению с другими землеройками, у Ruwenzorisorex suncoides коренастое тело, довольно короткий, почти безволосый хвост и черный мех. Длина тела этих животных составляет от 92 до 95 миллиметров, длина хвоста — от 55 до 62 миллиметров, а масса — около 18 граммов.
Эти животные обитают в горах Рувензори и прилегающих районах на востоке Демократической Республики Конго, в Уганде, Руанде и Бурунди . Их среда обитания — тропические леса на высоте от 800 до 2100 метров.
Об образе жизни этих землероек известно немного. Вероятно, они обитают на дне и питаются моллюсками и насекомыми.
Ruwenzorisorex suncoides проводит в воде больше времени, чем другие африканские землеройки, часто посещая чистые ручьи, глубина которых может достигать 20 см. В качестве адаптации к такому образу жизни у них водоотталкивающая шерсть, короткие уши и более светлая нижняя часть хвоста. Однако на передних и задних конечностях отсутствуют типичные признаки водных млекопитающих, такие как перепончатые лапы или жесткие волосяные гребни на них. На каждой стороне верхней челюсти два передних резца, клык и первый премоляр имеют одинаковую конструкцию с одной вершиной.
До недавнего повторного обнаружения этого вида в Бурунди исследователям было известно всего о пяти экземплярах. МСОП относит его к уязвимым видам.

## Комментарии
1. ↑  Русское название предложено для этого вида, когда он рассматривался в составе рода Sylvisorex[1].